# Êttandâ pal andalûh

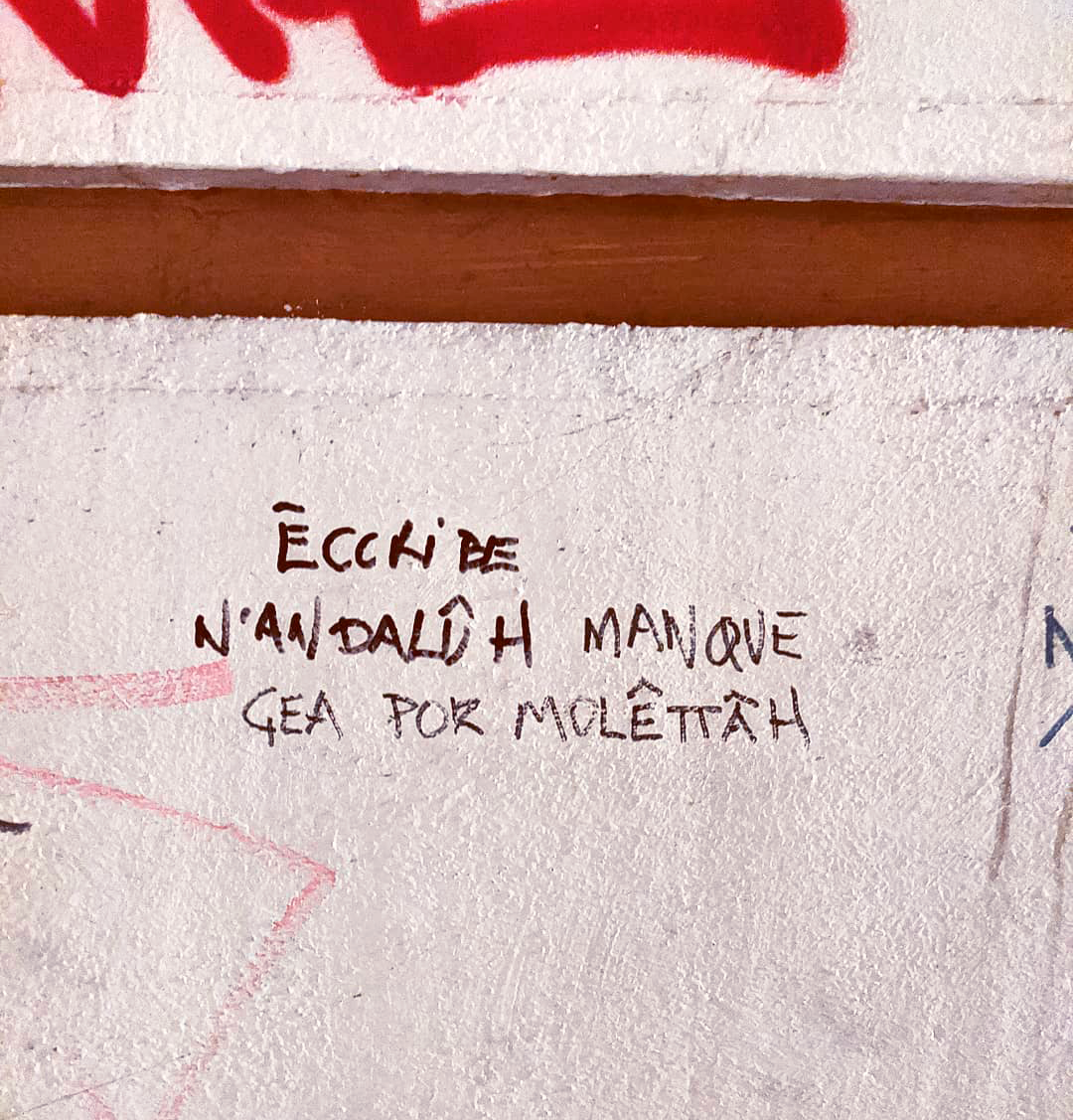
Grafiti en el centre de Sevilla: Êccribe n'andalûh manque çea per molêttâh.

L'Êttandâ pal andalûh (abreujat EPA) és un sistema ortogràfic no oficial creat el 2018 pel col·lectiu Er Prinçipito Andalûh (EPA) per als dialectes andalusos del castellà. Si bé el seu ús és informal, ha transcendit a la literatura i música locals.

## Història

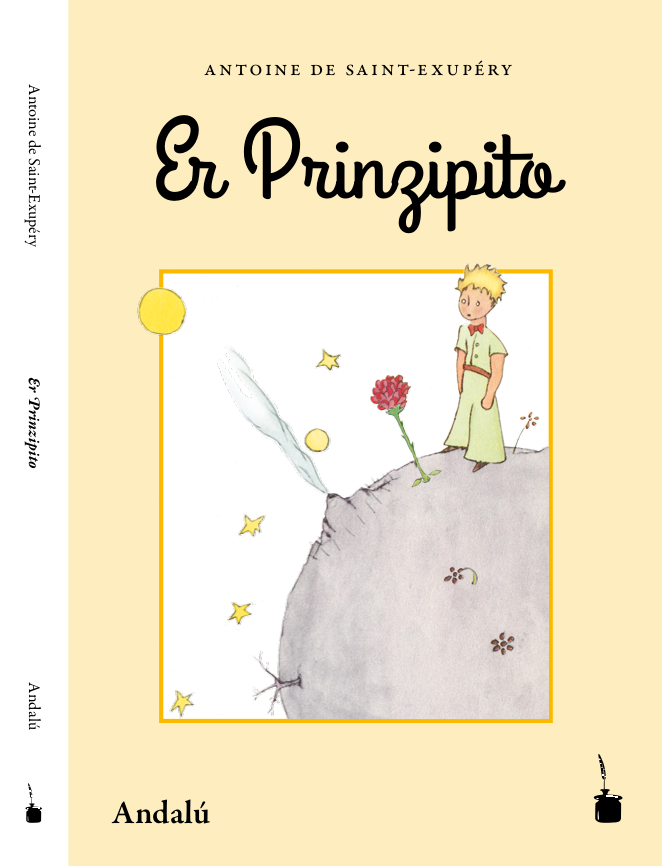
Er Prinzipito, traduït per Huan Porrah.

Entre el segle XIX i el segle XX van sorgir diverses propostes d'escriptura andalusa. Les primeres aproximacions a un andalús pròpiament grafiat es troben en els escrits dels germans dramaturgs Álvarez Quintero (1871 - 1938, 1873 - 1944) o els dels poetes Antonio Machado (1846 - 1893) i Juan Ramón Jiménez (1881-1958).
| «                                                  | Tu pare y tu mare disen Que no los dejo dormir; Dentro e la casita tienen La que no me deja a mí. Tengo e jasé un castiyo En la punta e un arfilé, Y ha de tené más firmesa Que ha tenío tu queré | » |
| — Cantes flamencos (1889), Antonio Machado Álvarez | |   |

Els intents més moderns han estat formulats per la Zoziedá pal Ehtudio'el Andalú (ZEA), una agrupació de lingüistes, historiadors i escriptors andalusos.
El 2017, l'escriptor malagueny Juan Porras Blanco (Huan Porrah Blanko), cofundador de la ZEA, va traduir a una ortografia pròpia de l'andalús el famós llibre El Petit Príncep, de Saint-Exupéry. La seva publicació va generar força controvèrsia perquè molts lectors van considerar que el text estava escrit en el dialecte malagueny i no en l'andalús en si. Tanmateix, el filòleg Manuel Alvar, autor de l'Atlas lingüístico y etnográfico de Andalucía, va negar que existís l'«andalús» com a ens unificat: «és evident que l'andalús com a tal, en bloc, no existeix com a llengua».
No obstant això, un any més tard, uns quants autors van formar una ortografia «estandarditzada» que englobava totes les modalitats del castellà andalús: l'anomenat Êttandâ pal andalûh.

## Normes ortogràfiques

### Accentuació

Obertura vocàlica a Andalusia.

Les normes generals d'accentuació tònica (á, é, í, ó, ú) són les mateixes que en el castellà estàndard, dictades per la Reial Acadèmia Espanyola. A les cinc vocals ja presents en el dit castellà se'ls agrega un accent circumflex (â, ê, î, ô, û) quan es troben en posició anterior a una consonant elidida, perquè en la parla oral tendeixen a pronunciar-se aspirades (en l'andalús occidental) o obertes (en l'andalús oriental):
| Castellà estàndard | Castellà estàndard | Andalús    | Andalús  | Andalús            |
| Vocal              | Exemple            | Occidental | Oriental | Exemple en êttandâ |
| ------------------ | ------------------ | ---------- | -------- | ------------------ |
| /a/                | asco               | /aʰ/       | /æ/      | âcco 'fàstic'      |
| /e/                | exnovio            | /eʰ/       | /ɛ/      | ênnobio 'ex-xicot' |
| /i/                | instinto           | /iʰ/       | /i/      | îttinto 'instint'  |
| /o/                | cosmos             | /oʰ/       | /ɔ/      | cômmô 'cosmos'     |
| /o/                | usted              | /uʰ/       | /o/      | ûtté 'vostè'       |

Com es pot observar, rere una vocal oberta o aspirada es dobla la consonant, la qual cosa és característica de l'andalús. En concret, aquests dígrafs són: bb, cc, çç, dd, ff, gg, l-l, mm, nn, pp, qq, rr, i tt. Si una vocal oberta o aspirada és també tònica (típic dels verbs en infinitiu), s'escriu la vocal amb accent circumflex seguida d'una h. Per exemple: [tú] cantâ (estàndard cantas, 'cantes'), [el/ella] canta ('canta'), cantá (estàndard cantada, 'cantada'), cantâh (estàndard cantar, 'cantar').

### Sigmatisme, zetacisme i heheo

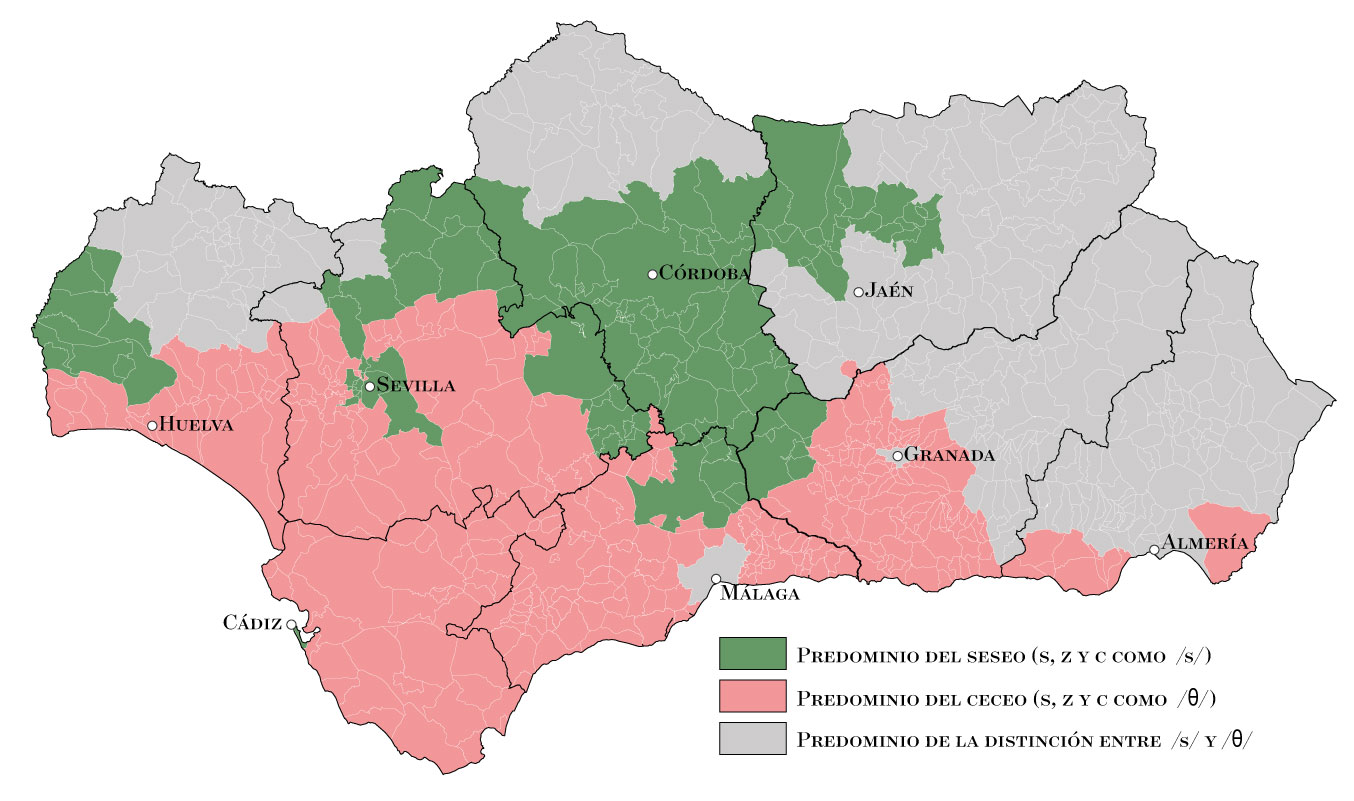
Sigmatisme i zetacisme a Andalusia.

Una de les grans diferències entre les diferents modalitats dels dialectes andalusos és el fonema propi de les lletres s, z i c davant de e i i). Mentre que en el castellà estàndard d'Espanya existeix una distinció entre /s/ i /θ/, a Andalusia existeixen regions en què predomina el sigmatisme, és a dir, on només usen el primer fonema, o bé el zetacisme, on només usen el segon. En menor mesura, també hi ha àrees de heheo, en les quals el fonema s'aspira (/h/) o directament s'elideix. També hi ha regions on es manté la distinció entre /s/ i /θ/, com a la resta del territori espanyol.
Davant de tal diversitat, l'EPA recupera una consonant romànica perduda en el castellà modern: la ce trencada (ç). Per exemple: Çebiya (estàndard Sevilla, 'Sevilla'), açêh (estàndard hacer, 'fer') o çeçeçión (estàndard secesión, 'secessió').

### Fonemes únics de l'andalús

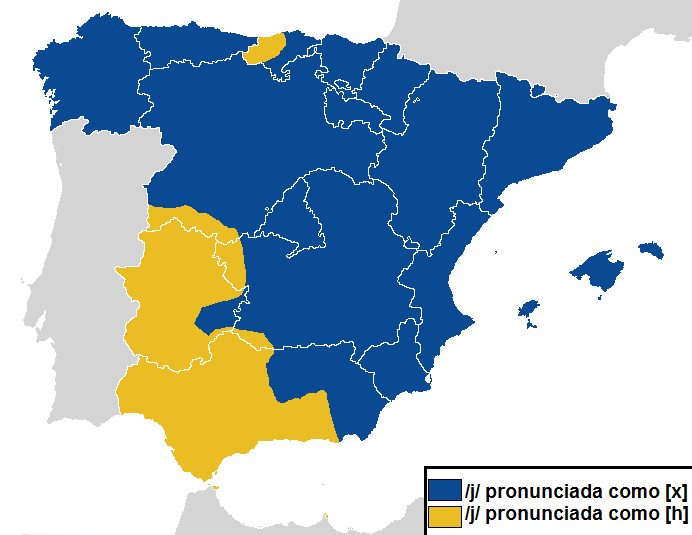
Aspiració de la jota a Espanya.

A diferència de la resta d'Espanya, en els dialectes andalusos s'empren les consonants fricativa glotal sorda (/h/) i fricativa postalveolar sorda (/ʃ/). La /h/ (com en l'anglès hello) és usada per la majoria de la població andalusa per a llegir la j o la g davant de e i i, com a cahón (estàndard cajón, 'calaix') o hente (estàndard gente, 'gent'), per la qual cosa l'EPA recomana la h per a representar el dit fonema. La jota és aspirada a tota Andalusia, tret de les províncies de Jaén, Almeria i parts de Granada.
En el cas de la /ʃ/ (com en show o Shakira), pràcticament substitueix /tʃ/, representat pel dígraf ch, equivalent al català tx. Novament, aquesta substitució solament ocorre en les variants occidentals i en les orientals es conserven les formes amb /tʃ/, com a la resta d'Espanya. L'EPA recomana l'ús de la lletra x, com a xoriço (estàndard chorizo, 'xoriço') o xanxuyo (estàndard chanchullo, 'tripijoc').

### Simplificació de consonants
Com que no hi ha distinció entre b i v, l'oclusiva bilabial sonora (/b/, i el seu al·lòfon /β̞/) es representa únicament amb b, i s'elimina de l'alfabet la v. El mateix ocorre amb la h muda: com que no es pronuncia, tampoc s'escriu. A més, s'elideixen la r i la d a final de mot. També desapareix la doble ela perquè Andalusia és una àrea ieista i, per tant, representaria el mateix fonema que la i grega: una aproximant migpalatal sonora (/j/). Per exemple, yebâh (estàndard llevar, 'portar') o ayâh (estàndard hallar, 'trobar').
Una altra simplificació és l'ús de la lletra g, que representa sempre una oclusiva velar sonora (/g/), fins i tot si va davant de e o i (aquest so el representa la h). Per exemple, agila (estàndard águila, 'àguila') o gepardo (estàndard guepardo, 'guepard'). En canvi, l'oclusiva velar sorda (/k/) es representa igual que en el castellà estàndard: amb c i qu, és a dir, ca, que, qui, co, cu.

### Contraccions
En l'espanyol col·loquial, fins i tot fora d'Andalusia, és típica la contracció (para → pa, amado → amao, Cádiz → Cai). L'EPA tolera les contraccions, que els són tan idiosincràtiques, com ara la del verb estar:
| Castellà estàndard | Andalús no contracte | Andalús contracte |
| ------------------ | -------------------- | ----------------- |
| Yo estoy           | yo êttoy             | yo toy            |
| Tú estás           | tú êttâh             | tú tâ             |
| Él/ella está       | él/eya êttá          | él/eya ta         |
| Nosotros estamos   | nohotrô êttamô       | nohotrô tamô      |
| Vosotros estáis    | ûttedê êttaî         | ûttedê taî        |
| Ellos/ellas están  | eyâ/eyô êttán        | eyâ/eyô tan       |

També hi sovintegen les contraccions de moltes paraules: m'a'ncantao (estàndard me ha encantado, 'm'ha encantat').

### Altres canvis
En els dialectes andalusos, el fonema de l'aproximant lateral alveolar (/l/) davant d'una altra consonant esdevé una bategant alveolar sonora (/ɾ/). Per exemple: artâh (estàndard altar, 'altar'), arbaaca (estàndard albahaca o albaca, 'alfàbrega'). Això també afecta l'article determinant masculí el: boy por er pan, bengo der trabaho (estàndard voy por el pan, vengo del trabajo; 'vaig a pel pa, vinc de la feina'). Malgrat això, a vegades la /l/ a final de mot s'omet fins i tot si precedeix una altra consonant: mîh peçetâ (estàndard mil pesetas, 'mil pessetes'), mentâh (estàndard mental, 'mental').

## Exemple
| «                                                             | Article 1. Tôh lô çerê umanô naçen librê e igualê en dînnidá y derexô y, dotáô como êttán de raçón y conçiençia, deben comportarçe fratênnarmente lô unô con lô otrô. Article 2.1. Toa perçona tiene tôh lô derexô y libertadê proclamáô en êtta Declaraçión, çin dîttinçión arguna de raça, colôh, çêçço, idioma, relihión, opinión política o de cuarquiêh otra índole, orihen naçionâh o çoçiâh, poçiçión económica, naçimiento o cuarquiêh otra condiçión. Article 2.2. Ademâh, no çe ará dîttinçión arguna fundá en la condiçión política, hurídica o intênnaçionâh der paîh o territorio de cuya hurîddîççión dependa una perçona, tanto çi çe trata de un paîh independiente, como de un territorio baho âmminîttraçión fiduçiaria, no autónomo o çometío a cuarquiêh otra limitaçión de çoberanía. | » |
| — Articles 1 i 2 de la Declaració Universal dels Drets Humans | |   |

## En la cultura popular

### Literatura
La mateixa ZEA organitza bianualment la Hunta d'Ehkritoreh en Andalú, que el 2020 va fer la seva desena edició a Ayamonte, Huelva. Alguns autors que escriuen en "andalús", tant prosa com poesia, són Manuel Ochando Ortiz (Muhâmmad) i José Peral Jiménez 'Scotta'.

### Música
En diversos projectes musicals d'origen andalús s'escriuen les lletres i els títols de les cançons en andalús EPA. D'una banda, això té una motivació andalusista; però, encara més importantment, els cantants ho fan perquè com a andalusos parlen i canten en el seu dialecte, amb una fonètica, una mètrica i una rima característiques. La Fundació de Rapers Atípics de Cadis (FRAC) és el primer grup de música del qual es té constància que va usar l'EPA. Altres formacions musicals que hi escriuen són Cadipsonians, Califato 3/4 i Trandalûh; a banda d'artistes flamencs com ara Nen Rubén.

## Suport polític
La senadora d'Adelante Andalucía, Pilar González, va mostrar al ple del Senat el seu suport a l'«andalûh» com una llengua més d'Espanya, com la natural d'andaluses i andalusos, i la defensa del sistema ortogràfic EPA, fins al punt d'escriure-hi un tuit.

## Presència digital
Mercès al grup AndaluGeeks, promotor de projectes tecnològics que giren entorn de la cultura i la llengua andaluses, aquesta norma ortogràfica ha estat emprada per a un transcriptor castellà estàndard-andalús el 2019 i una versió dels videojocs Minecraft i Wordle, a més d'una de l'aplicació de missatgeria instantània Telegram, un teclat propi i un portal viqui no oficial.